# Johan Arvid Kastman
Johan Arvid Kastman, född 1848 i Genarps socken, Malmöhus län, död 12 december 1927 i Lund, var en svensk ciselör.
Han var son till smedsmästaren Joseph Samuel Kastman och Christina Ekman samt bror till prästen Gustaf Alexander Kastman.
Kastman verkade hela sin produktiva period i Lund. Hans arbeten för ett flertal skånska kyrkor uppvisar en hög konstnärlig kvalitet. Kastmans verkstad finns bevarad vid Kulturen i Lund som även har några arbeten från hans hand i sina samlingar.